# Concrete and Gold
Concrete and Gold es el noveno álbum de estudio de la banda estadounidense Foo Fighters, fue producido por Greg Kurstin y lanzado en todo el mundo el 15 de septiembre de 2017, a través de RCA Records. El álbum presenta una fusión de los géneros hard rock y la sensibilidad del pop. Concrete and Gold se refiere al futuro de Estados Unidos desde el punto de vista del líder de la banda y principal compositor Dave Grohl, con la cálida atmósfera de las elecciones de 2016 y la presidencia de Donald Trump citados como grandes influencias por Grohl. Las yuxtaposiciones son un motivo común en la composición lírica y musical del álbum, y Grohl describe el tema general del álbum como "esperanza y desesperación".
Tras su lanzamiento, Concrete and Gold fue recibido positivamente por los críticos de música, que elogiaron la sensación más expansiva del álbum, tanto musical como líricamente. La crítica modesta fue dirigida a la falta percibida de la desviación musical de los álbumes anteriores de la banda. El álbum se convirtió en el segundo de la banda en debutar en el número uno en el Billboard 200, moviendo 127.000 unidades equivalentes de álbum y vendiendo más de 120.000 copias en su primera semana en los Estados Unidos. El álbum también debutó en el número uno en otras doce listas de álbumes nacionales, como el Reino Unido Official Albums Chart y Australian ARIA Albums Chart.
El álbum fue precedido por tres sencillos lanzados del álbum, incluyendo las canciones de éxito comercial: «Run», «The Sky Is a Neighborhood» y «The Line».
Es el primer disco en incluir a Rami Jafee como miembro permanente de la banda, tras haber colaborado como músico de soporte en vivo desde 2005.

## Antecedentes
Las ideas más tempranas de la banda de su noveno álbum de estudio, incluyendo crear un estudio en el anfiteatro de  Hollywood Bowl en California y la grabación del álbum en frente en 20.000 personas. En fin, el líder de la banda Dave Grohl perdió interés en la idea al enterarse de que ya lo había hecho recientemente PJ Harvey en 2015 con su álbum The Hope Six Demolition Project. Los planes cambiaron aún más debido a los eventos de la gira de la banda en apoyo de su álbum de estudio anterior, Sonic Highways, cuando Grohl cayó del escenario rompiéndose una pierna en junio de 2015 en su concierto en Suecia. Grohl todavía logró completar el espectáculo y mediante el uso de su propio diseño de un «trono» una silla grande que podía sentarle cómodamente, la venda todavía funcionó, continuando su viaje con el año e incluso manejando registrar y lanzar Saint Cecilia EP y la canción. Después de la gira, a principios de 2016, la banda anunció que estarían entrando en un hiato indefinido. Si bien no se dieron razones en ese momento, en 2017, Grohl admitió a Rolling Stone que en privado, todavía estaba luchando por la lesión, todavía incapaz de caminar y soportar diariamente, y por sesiones de terapia física. Se aisló de la banda, y se fijó una meta para sí mismo para mantenerse alejado de la música durante un año entero, mientras que se centró en la recuperación. Sin embargo, a los seis meses del día, canceló el plan cuando empezó a escribir las letras de la canción «Run».

## Recepción
Concrete y Gold recibieron críticas generalmente positivas de parte de los críticos. En Metacritic, que asigna una calificación normalizada de 100 a las críticas de la corriente principal de la crítica, el álbum tiene un puntaje promedio de 72 sobre 100, lo que indica "críticas generalmente favorables" basadas en 24 comentarios.
En la revisión de AllMusic, el editor Stephen Thomas Erlewine concluyó que "los Foo Fighters demuestran que están enamorados de la luz y la sombra, la furia y la tranquilidad, cada giro y vuelta que pueden hacer con sus instrumentos, e incluso si Concrete and Gold. Acerca de mucho más que eso, es refrescante escuchar a los Foos abrazar la conclusión lógica y destellante de la lealtad de Grohl a los valores reales del rock".
En una reseña más reservada para The Guardian, Alexis Petridis escribió: "Concrete and Gold ve a los Foo Fighters suavemente y agradablemente empujar los límites de lo que hacen, en lugar de estrellarse contra ellos en un nuevo territorio. Es un álbum que no asustará los caballos, pero proporciona suficiente interés para mantener a la banda funcionando: para los Foo Fighters, sospechas, eso significa misión cumplida". Emma Swann le dio al álbum una calificación de tres estrellas de cinco en su reseña para la revista DIY Magazine, simplemente afirmando que "el noveno episodio de Foo Fighters es más interesante de lo que uno podría haber esperado".

## Lista de canciones
| Concrete and Gold |                                |          |  |
| N.º               | Título                         | Duración |  |
| 1.                | «T-Shirt»                      | 1:23     |  |
| 2.                | «Run»                          | 5:23     |  |
| 3.                | «Make It Right»                | 4:39     |  |
| 4.                | «The Sky Is a Neighborhood»    | 4:05     |  |
| 5.                | «La Dee Da»                    | 4:03     |  |
| 6.                | «Dirty Water»                  | 5:21     |  |
| 7.                | «Arrows»                       | 4:26     |  |
| 8.                | «Happy Ever After (Zero Hour)» | 3:41     |  |
| 9.                | «Sunday Rain»                  | 6:11     |  |
| 10.               | «The Line»                     | 3:38     |  |
| 11.               | «Concrete and Gold»            | 5:32     |  |

## Posicionamiento en lista
| Lista (2017)                            | Posiciones |
| --------------------------------------- | ---------- |
| Australia (ARIA)                        | 1          |
| Austria (Ö3 Austria)                    | 1          |
| Bélgica (Ultratop flamenca)             | 1          |
| Bélgica (Ultratop valona)               | 4          |
| Canadá (Billboard Canadian Albums)      | 1          |
| República Checa (ČNS IFPI)              | 1          |
| Dinamarca (Hitlisten)                   | 2          |
| Países Bajos (Album Top 100)            | 1          |
| Finlandia (Suomen Virallinen Lista)     | 3          |
| Francia (SNEP)                          | 7          |
| Alemania (Media Control Charts)         | 2          |
| Greek Albums (IFPI)                     | 6          |
| Hungría (MAHASZ)                        | 6          |
| Irlanda (IRMA)                          | 1          |
| Italia (FIMI)                           | 2          |
| México (Top 100)                        | 13         |
| Nueva Zelanda (Recorded Music NZ)       | 1          |
| Noruega (VG-lista)                      | 1          |
| Polonia (ZPAV)                          | 5          |
| Portugal (AFP)                          | 2          |
| Escocia (Scottish Albums Chart)         | 1          |
| España (PROMUSICAE)                     | 3          |
| Suecia (Sverigetopplistan)              | 2          |
| Suiza (Schweizer Hitparade)             | 1          |
| Reino Unido (UK Albums Chart)           | 1          |
| Estados Unidos (Billboard 200)          | 1          |
| Estados Unidos (Top Alternative Albums) | 1          |
| Estados Unidos (Top Hard Rock Albums)   | 1          |
| Estados Unidos (Top Rock Albums)        | 1          |

## Personal
Foo Fighters
- Dave Grohl – Voz principal, guitarra
- Chris Shiflett – Guitarra solista, coros
- Pat Smear – Guitarra rítmica
- Nate Mendel – Bajo
- Taylor Hawkins – Batería, percusión, coros, voz principal en "Sunday Rain"
- Rami Jaffee – Teclados

Músicos invitados
- Justin Timberlake – coros en "Make It Right"
- Shawn Stockman – voces en "Concrete and Gold"
- Inara George – voces en "Dirty Water"
- Alison Mosshart – voces en "La Dee Da" y "The Sky Is a Neighborhood"
- Dave Koz – saxo en "La Dee Da"
- Paul McCartney – batería en "Sunday Rain"
- Taylor Greenwood – coros en "T-Shirt"
- Greg Sierpowski – optigan en "Happy Ever After"
- Kinga Bacik – violonchelo en "The Sky Is a Neighborhood"
- Thomas Lea – viola en "The Sky Is a Neighborhood"
- Ginny Luke – violín en "The Sky Is a Neighborhood"
- Jessy Greene – violín en "Happy Ever After (Zero Hour)" y "The Line", violonchelo en "Concrete and Gold"
- Greg Kurstin – bajo sintetizado y vibráfono en "The Line"